# Éliminatoires de la Coupe d'Océanie de football 2024
Cet article présente la phase des éliminatoires de la Coupe d'Océanie de football 2024.  C'est la première fois depuis 2002 que les éliminatoires pour la Coupe d'Océanie de football n'ont pas lieu en conjonction avec les éliminatoires de la coupe du monde de la zone la Océanie.
Tonga a été confirmée le 1er décembre 2023 comme hôte du mini-tournoi éliminatoire se tenant du 20 au 26 mars 2024.

## Format
Les trois équipes engagées s'affrontent toutes en matchs simples. Tous les matchs ont eu lieu au Teufaiva Sport Stadium à Nuku'alofa. Le vainqueur se qualifie pour la Coupe d'Océanie de football 2024 et rejoint les sept autres équipes directement qualifiées.

## Participants
Cette édition voit l'absence pour la première fois depuis l'édition 1996 des Samoa américaines.  Les chiffres entre parenthèses font référence à la position de chaque équipe dans le classement mondial de la FIFA de décembre 2023.
| Entrée en qualification                       | Non inscrit               | Inéligible comme membre associé |
| --------------------------------------------- | ------------------------- | ------------------------------- |
| - Îles Cook (185) - Samoa (186) - Tonga (196) | - Samoa américaines (188) | - Tuvalu (N/A) - Kiribati (N/A) |

## Calendrier
Le calendrier des éliminatoires est le suivant:
| Journée   | Date         |
| --------- | ------------ |
| Journée 1 | 20 mars 2024 |
| Journée 2 | 23 mars 2024 |
| Journée 3 | 26 mars 2024 |

## Classement
| Rang | Équipe    | Pts | J | G | N | P | Bp | Bc | Diff |  | Résultats (▼ dom., ► ext.) |     |     |     |
| ---- | --------- | --- | - | - | - | - | -- | -- | ---- |  | -------------------------- | --- | --- | --- |
| 1    | Samoa     | 6   | 2 | 2 | 0 | 0 | 5  | 1  | +4   |  | Samoa                      |     | 1-0 |     |
| 2    | Îles Cook | 3   | 2 | 1 | 0 | 1 | 1  | 0  | +1   |  | Îles Cook                  |     |     | 1-0 |
| 3    | Tonga     | 0   | 2 | 0 | 0 | 2 | 1  | 5  | -4   |  | Tonga                      | 1-4 |     |     |

     Qualifié
Pts = points; J = joués; G = gagnés; N = nuls; P = perdus; Bp = buts pour; Bc = buts contre; Diff = différence de buts

## Matches
| 20 mars 2024   | Tonga      | 1–4 | Samoa                                              | Teufaiva Sport Stadium, Nukuʻalofa         |                                            |
| 14:00 (UTC+13) | Kite 90+5e |     | 11e (pen.) Tumua · 45+1e 60e Viliamu · 89e Stowers | Spectateurs : 500 Arbitrage : Luke Gardner | Spectateurs : 500 Arbitrage : Luke Gardner |
| 14:00 (UTC+13) | Rapport    |     |                                                    | Spectateurs : 500 Arbitrage : Luke Gardner | Spectateurs : 500 Arbitrage : Luke Gardner |

| 23 mars 2024   | Samoa       | 1–0 | Îles Cook | Teufaiva Sport Stadium, Nukuʻalofa      |                                         |
| 11:00 (UTC+13) | Taualai 88e |     |           | Spectateurs : 300 Arbitrage : Pari Oito | Spectateurs : 300 Arbitrage : Pari Oito |
| 11:00 (UTC+13) | Rapport     |     |           | Spectateurs : 300 Arbitrage : Pari Oito | Spectateurs : 300 Arbitrage : Pari Oito |

| 26 mars 2024   | Îles Cook   | 1–0 | Tonga | Teufaiva Sport Stadium, Nukuʻalofa            |                                               |
| 14:00 (UTC+13) | Saghabi 38e |     |       | Spectateurs : 500 Arbitrage : Laurie Fairamoa | Spectateurs : 500 Arbitrage : Laurie Fairamoa |
| 14:00 (UTC+13) | Rapport     |     |       | Spectateurs : 500 Arbitrage : Laurie Fairamoa | Spectateurs : 500 Arbitrage : Laurie Fairamoa |

## Équipes qualifiées
Le 5 juin 2024, la Nouvelle-Calédonie annonce son retrait du tournoi en raison de la grave crise que traverse le pays; elle ne sera pas remplacée et la phase finale se jouera donc à sept équipes.
| Équipe                    | Méthode de qualification           | Date de qualification | Participation | Dernière participation | Classement FIFA | Meilleur résultat                        |
| ------------------------- | ---------------------------------- | --------------------- | ------------- | ---------------------- | --------------- | ---------------------------------------- |
| Vanuatu H                 | Qualification d'office (Pays hôte) | 1 décembre 2023       | 10e           | 2016                   | 172e            | Quatrième (1973, 2000, 2002, 2008)       |
| Fidji H                   | Qualification d'office (Pays hôte) | 24 janvier 2024       | 9e            | 2016                   | 168e            | Troisième (1998, 2008)                   |
| Nouvelle-Calédonie        | Qualification d'office             | 24 janvier 2024       | 7e            | 2016                   | 158e            | Finaliste (2008, 2012)                   |
| Nouvelle-Zélande T        | Qualification d'office             | 24 janvier 2024       | 11e           | 2016                   | 104e            | Vainqueur (1973, 1998, 2002, 2008, 2016) |
| Papouasie-Nouvelle-Guinée | Qualification d'office             | 24 janvier 2024       | 5e            | 2016                   | 166e            | Finaliste (2016)                         |
| Îles Salomon              | Qualification d'office             | 24 janvier 2024       | 8e            | 2016                   | 132e            | Finaliste (2004)                         |
| Tahiti                    | Qualification d'office             | 24 janvier 2024       | 10e           | 2016                   | 162e            | Vainqueur (2012)                         |
| Samoa                     | Vainqueur des qualifications       | 23 mars 2024          | 3e            | 2016                   | 181e            | 1er tour (2012, 2016)                    |

- Légende: (H) Pays hôte, (T) Tenant du titre

Notes
1. ↑  De 1973 à 1980, Vanuatu a concouru sous le nom de  Nouvelles-Hébrides.
2. ↑  La Nouvelle-Calédonie déclare forfait avant le début du tournoi.

## Buteurs
Il y a eu 7 buts marqués en 3 matches, soit une moyenne de 2,33 buts par match.
1 but
- Nathan Viliamu

2 buts
- Taylor Saghabi
- Ethan Stowers
- Va'a Taualai
- Dilo Tumua
- Kulisitofa Kite